# Sol de Mañana

Vista de un géiser en la zona de Sol de Mañana

El Sol de Mañana es un área de actividad geotérmica ubicada al suroeste de Bolivia. Administrativamente se encuentra en el municipio de San Pablo de Lípez de la provincia de Sud Lípez en el departamento de Potosí. El área es de aproximadamente 2 km² de extensión y está a una altitud de 4.900 m s. n. m.,dentro de la Reserva Nacional de Fauna Andina Eduardo Abaroa.
Esta área se caracteriza por tener intensa actividad volcánica (incluyendo fumarolas y géiseres), en los cráteres ubicados en la región se puede observar barro hirviendo intensamente. Adicionalmente, las fumarolas y géiseres emiten vapores mixtos de agua y vapor caliente que alcanzan alturas de 10 a 50 metros, producto de la presión con la que son emitidos; estos fenómenos permiten apreciar un paisaje que nos parece remonta a las épocas de la formación de la Tierra. El área de Sol de Mañana ha sido prospectada como un posible sitio de producción de energía geotérmica, con investigaciones que comenzaron en la década de 1970 y, después de una pausa, se reanudaron en 2010.

## Descripción
Sol de Mañana se encuentra en el municipio de San Pablo de Lípez de la provincia de Sud Lípez, en una región remota y deshabitada de Bolivia, al sur de la laguna Colorada en el camino hacia el Salar de Chalviri. En un área de 10 kilómetros cuadrados hay respiraderos de vapor, ollas de lodo, aguas termales, géiseres y fumarolas. Aparte de Sol de Mañana propiamente dicho, hay manifestaciones geotérmicas adicionales dispersas a unos pocos kilómetros al sur-suroeste en Apacheta y a 12 kilómetros al norte-noroeste de Sol de Mañana en Huaylla Jara. Los dos primeros presentan rocas alteradas hidrotermalmente y, a veces, se consideran campos geotérmicos separados.
Las emisiones de vapor/agua pueden alcanzar, excepcionalmente, alturas de 200 metros. Los respiraderos de gas liberan gases que contienen azufre. Las temperaturas de las aguas termales alcanzan los 30 °C y las fumarolas los 70 °C, lo suficientemente calientes como para ser visibles desde el espacio en las imágenes ASTER. Así mismo, se han registrado enjambres sísmicos y terremotos en el campo de la zona. Sol de Mañana se encuentra a unos 4.900 metros sobre el nivel del mar, lo que lo convierte en uno de los campos geotérmicos más altos del mundo, junto a El Tatio en Chile.
Las comunidades principales más cercanas son Quetena Grande y Quetena Chico, a 75 kilómetros al noreste de Sol de Mañana, y se puede acceder al área a través de caminos sin pavimentar desde la ciudad de Uyuni, a 340 km de distancia. Hay numerosos volcanes en el área, incluidos los cerros de Tocorpuri al oeste-suroeste, el volcán Putana y el volcán Escalante al suroeste de Sol de Mañana, y los sistemas de calderas Pastos Grandes y Cerro Guacha. Por otro lado, el campo se encuentra a 20 km al sur de laguna Colorada, a la que se puede llegar desde Sol de Mañana. Hay minas en Cerro Aguita Blanca, a unos pocos kilómetros al sur de Sol de Mañana, y en Cerro Apacheta a unos cinco kilómetros al oeste-suroeste; a este último se puede llegar por otro camino desde Sol de Mañana.

## Clima
Hay una estación meteorológica en Sol de Mañana. La precipitación media anual es de unos 75 milímetros y las temperaturas medias son de unos 8,9 °C.

## Geología

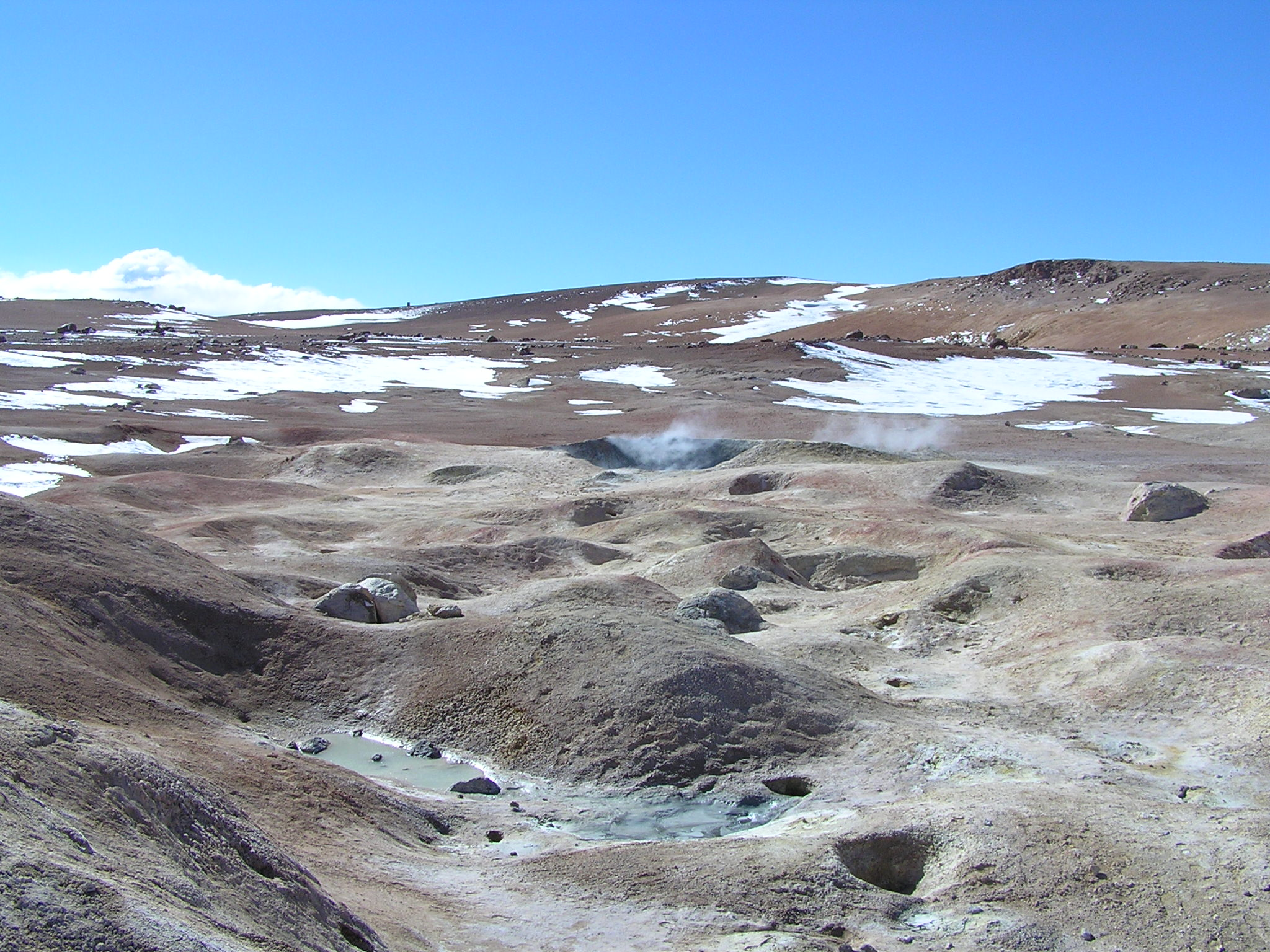
Panorámica Sol de Mañana.

Frente a la costa occidental de América del Sur, la Placa de Nazca se subduce debajo de la Placa Sudamericana. La subducción es responsable del vulcanismo de los Andes. El crecimiento del Altiplano comenzó hace 25 millones de años, antes de desplazarse hacia el este hace entre 12 y 6 millones de años.
El cinturón volcánico de los Andes es uno de los cuatro cinturones de volcanes de los Andes. La actividad volcánica comenzó hace 23 millones de años e implicó el emplazamiento de una serie de ignimbritas, que forman una de las mesetas de ignimbritas más grandes del mundo. Numerosos estratovolcanes más jóvenes crecieron sobre las ignimbritas, habiendo hoy un número de alrededor de 150 centros volcánicos separados. Los volcanes del Altiplano forman el complejo volcánico Altiplano-Puna, que está sustentado por el Cuerpo de Magma Altiplano-Puna. El clima árido conduce a una preservación excepcional de las formas volcánicas. Alrededor de 50 volcanes en los Andes centrales (oeste de Bolivia, norte de Chile, norte de Argentina) estuvieron activos durante el Holoceno.

### Local
Sol de Mañana es parte del área geotérmica o complejo de caldera de Laguna Colorada (los nombres a veces se usan indistintamente). La zona presenta rocas volcánicas del Mioceno-Pleistoceno (dacitas que forman ignimbritas, lavas y tobas) emplazadas sobre sedimentos marinos del Cenozoico. En la zona se encuentran depósitos aluviales y morrenas. Hay varios lineamientos tectónicos con tendencia norte-sur y noroeste-sureste en la región, asociados con la deformación de las rocas. En Sol de Mañana hay una serie de fallas, incluidas fallas normales activas durante el Holoceno, que constituyen vías para el ascenso de agua caliente. Las fallas más importantes en el área tienen una tendencia norte-noroeste-sur-sureste. En el pasado se ha producido erosión glaciar en el área, lo que ha dejado morrenas al este y noroeste de Sol de Mañana.
Los sacatestigos han identificado varias unidades de roca bajo Sol de Mañana, incluidas varias capas de ignimbritas dacíticas con edades de aproximadamente 5 a 1,2 millones de años y lavas andesíticas. La alteración hidrotermal se ha producido a lo largo de los estratos, formándose de arriba abajo ricas capas de arcillas, sílice y epidota; cada una de estas capas tiene varios cientos de metros de espesor. No se encontraron rocas del basamento. Esta estratigrafía es similar a la de El Tatio, al otro lado de la frontera con Chile. El depósito de calor geotérmico parece estar ubicado dentro de las ignimbritas y andesitas.
El calor puede originarse ya sea en el Cuerpo de Magma del Altiplano-Puna o en el arco volcánico. Se transporta hacia arriba por convección, formando dos depósitos de calor subterráneos cubiertos por una capa de arcilla. El agua de precipitación llega a los embalses a través de fallas profundas, que también permiten la circulación del calor.Las perforaciones han demostrado que los depósitos tienen temperaturas de entre 250 y 260 °C.El sistema geotérmico Sol de Mañana podría estar conectado físicamente a El Tatio, estando Sol de Mañana más cerca de la fuente de calor y El Tatio como una salida a menor elevación.

## Aprovechamiento geotérmico
La crisis del petróleo de 1973 creó el impulso para una mayor investigación de los recursos de energía geotérmica de Bolivia, centrándose en el Altiplano y las cadenas andinas circundantes. Prospecciones realizadas por la Empresa Nacional de Electricidad (ENDE) y la agencia estatal de geología identificaron al Nevado Sajama, Salar de Empexa y Laguna Colorada como las zonas más aptas para la generación de energía geotérmica. En 1978 se inició un proyecto geotérmico y en los años siguientes se llevaron a cabo numerosas operaciones de perforación, sin embargo, el desarrollo cesó en 1993 debido a que las circunstancias legales y políticas eran desfavorables. En 2010 se inició un esfuerzo renovado, encabezado por la Agencia Japonesa de Cooperación Internacional (JICA), durante el cual se perforaron núcleos adicionales, pero en 2023 todavía se encuentra en sus primeras etapas y en 2016 solo se utiliza como calor de proceso para la mina San Cristóbal. Se ha estimado un potencial de energía eléctrica de alrededor de 50 a 100 megavatios.
Está en estudio el aprovechamiento del potencial geotérmico de esta zona para generar energía eléctrica para satisfacer tanto la demanda local como la internacional. Se estima que la producción servirá para atender la demanda local, especialmente para algunas compañías mineras, entre ellas, la mina San Cristóbal, la más importante del país. Para ello, se requiere la perforación de pozos, instalación de ductos, construcción de una central y el tendido de una línea de transmisión de aproximadamente 140 km. La planta geotérmica que forma parte del Proyecto Geotérmico de Laguna Colorada pretende inyectar 100 MW al Sistema Interconectado Nacional, construida en dos fases.

## Galería de imágenes

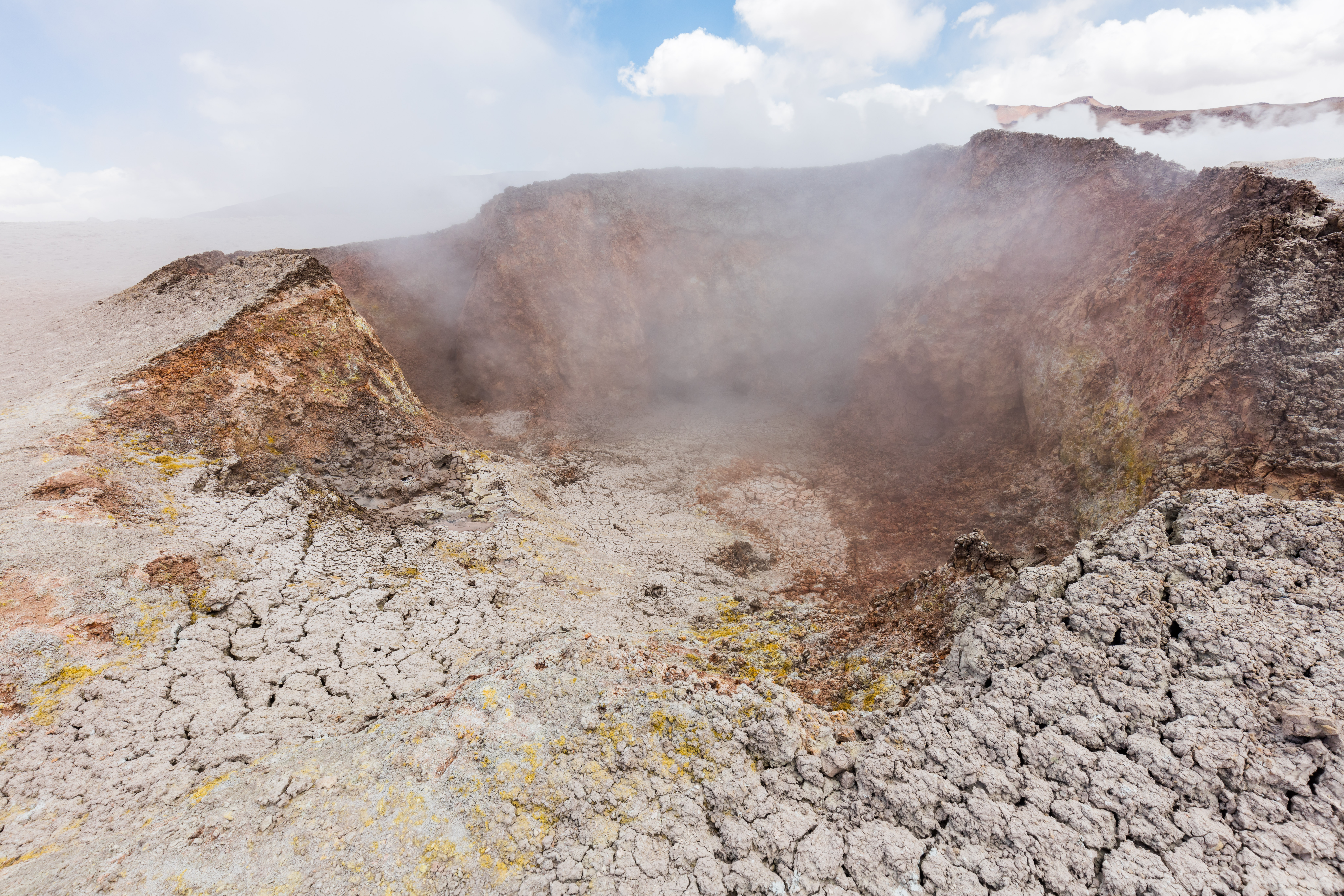
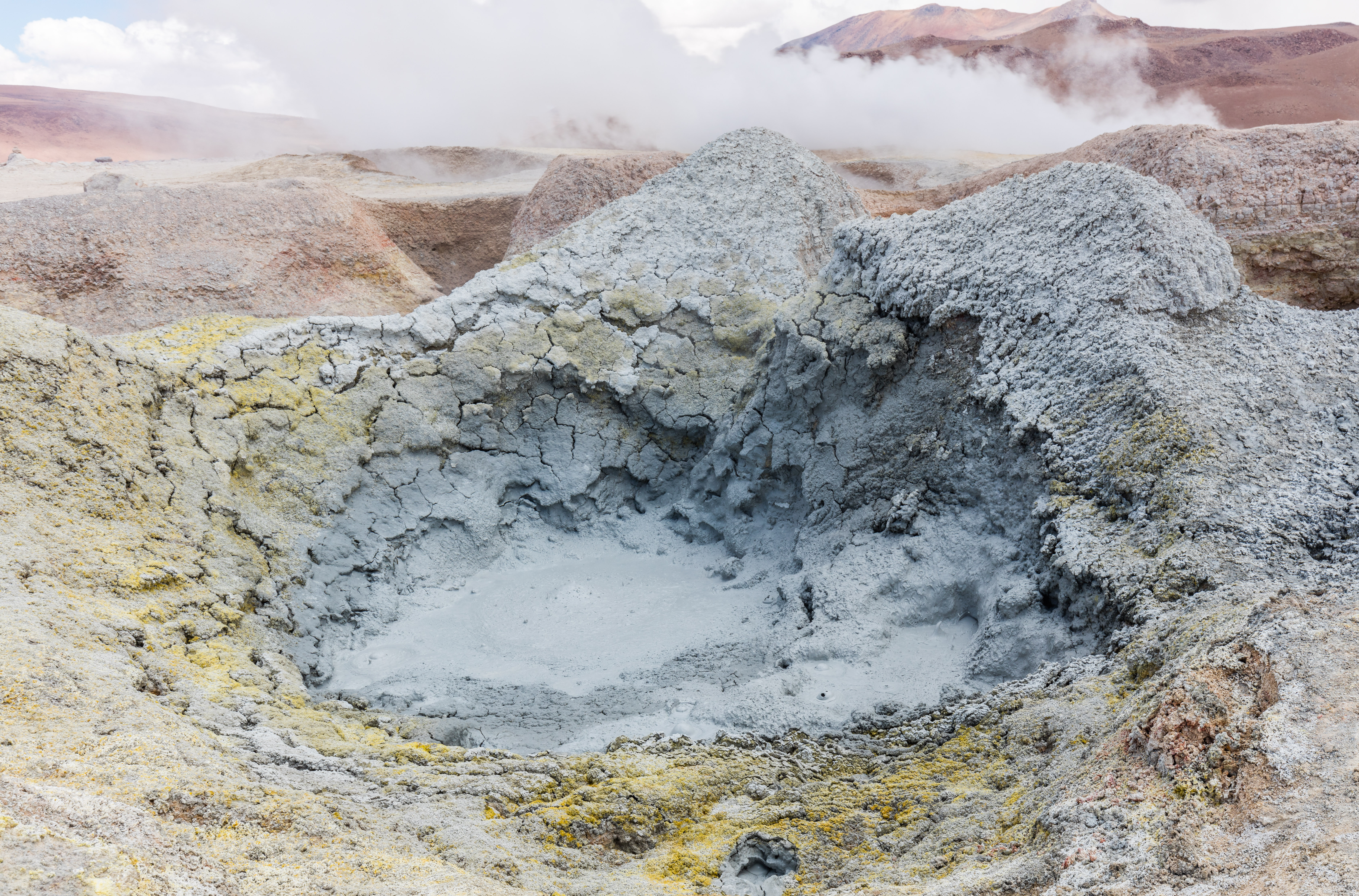
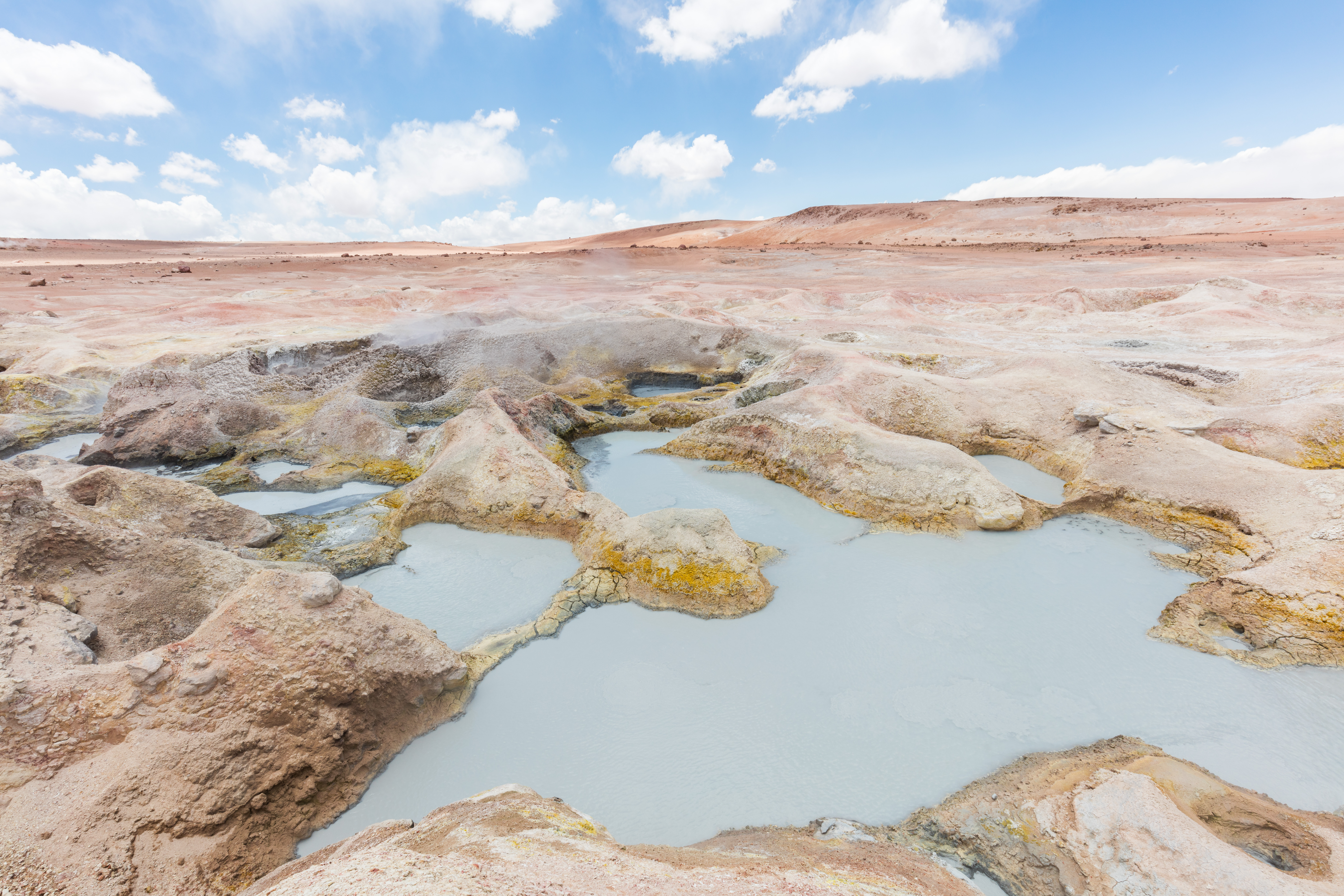
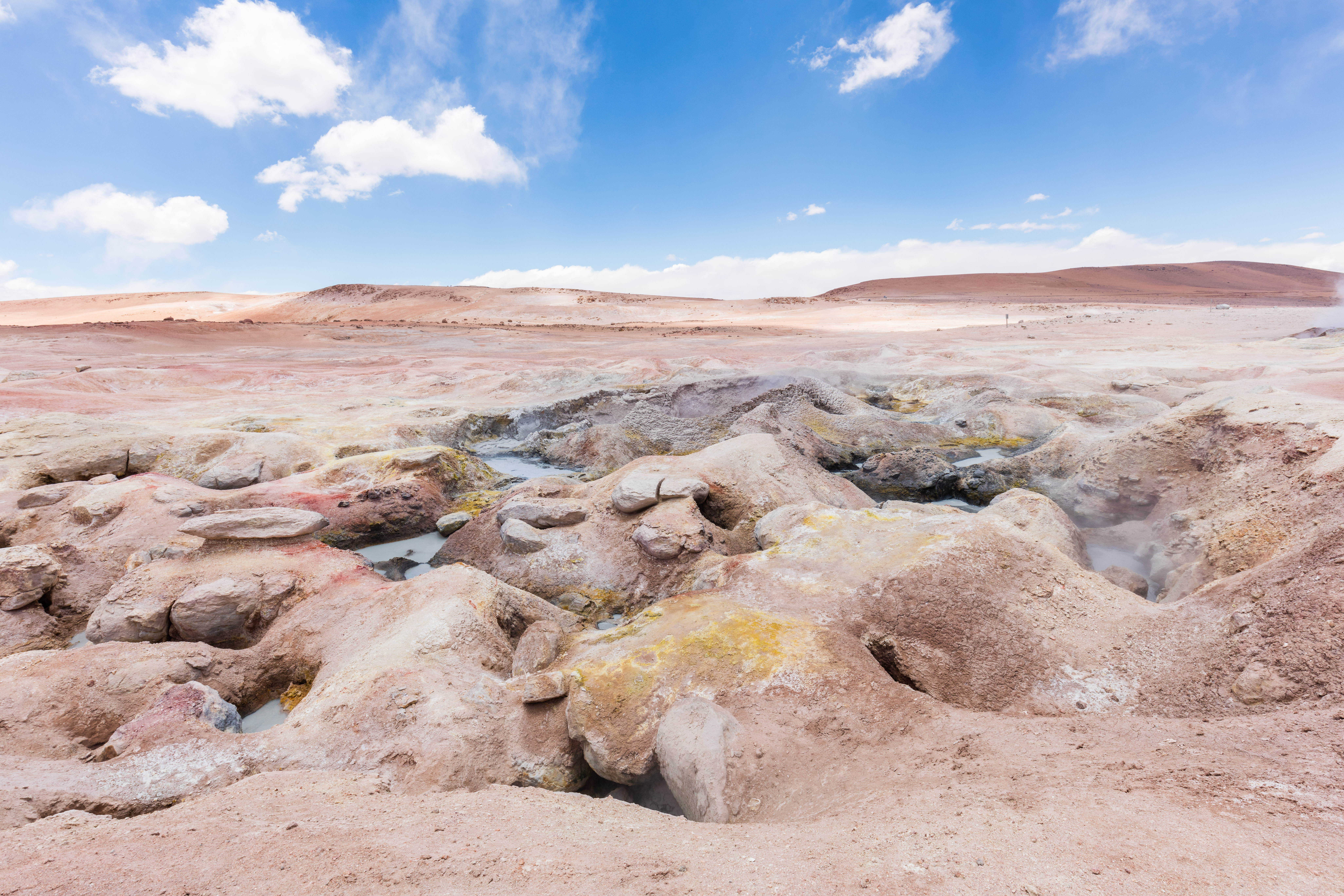
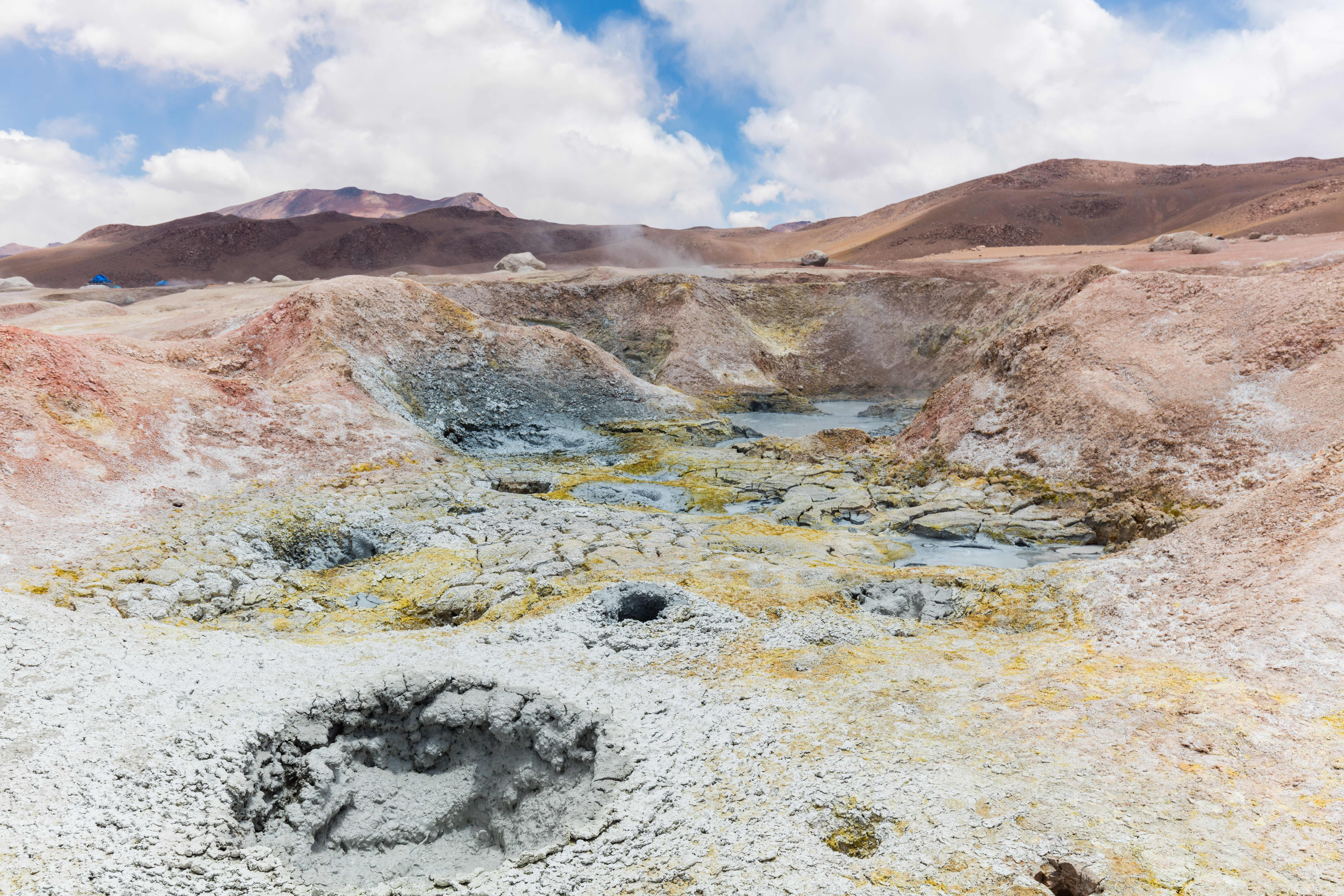
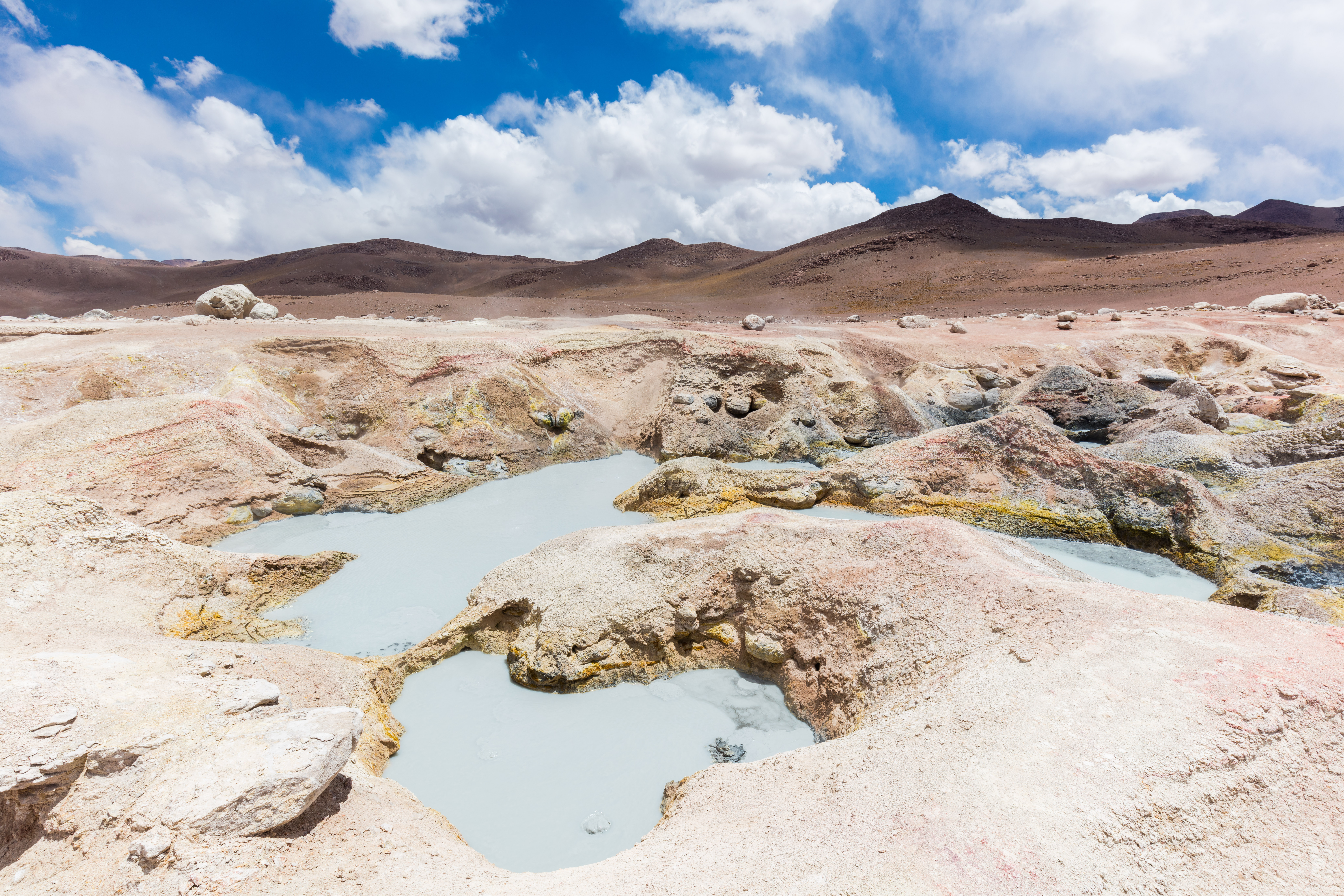
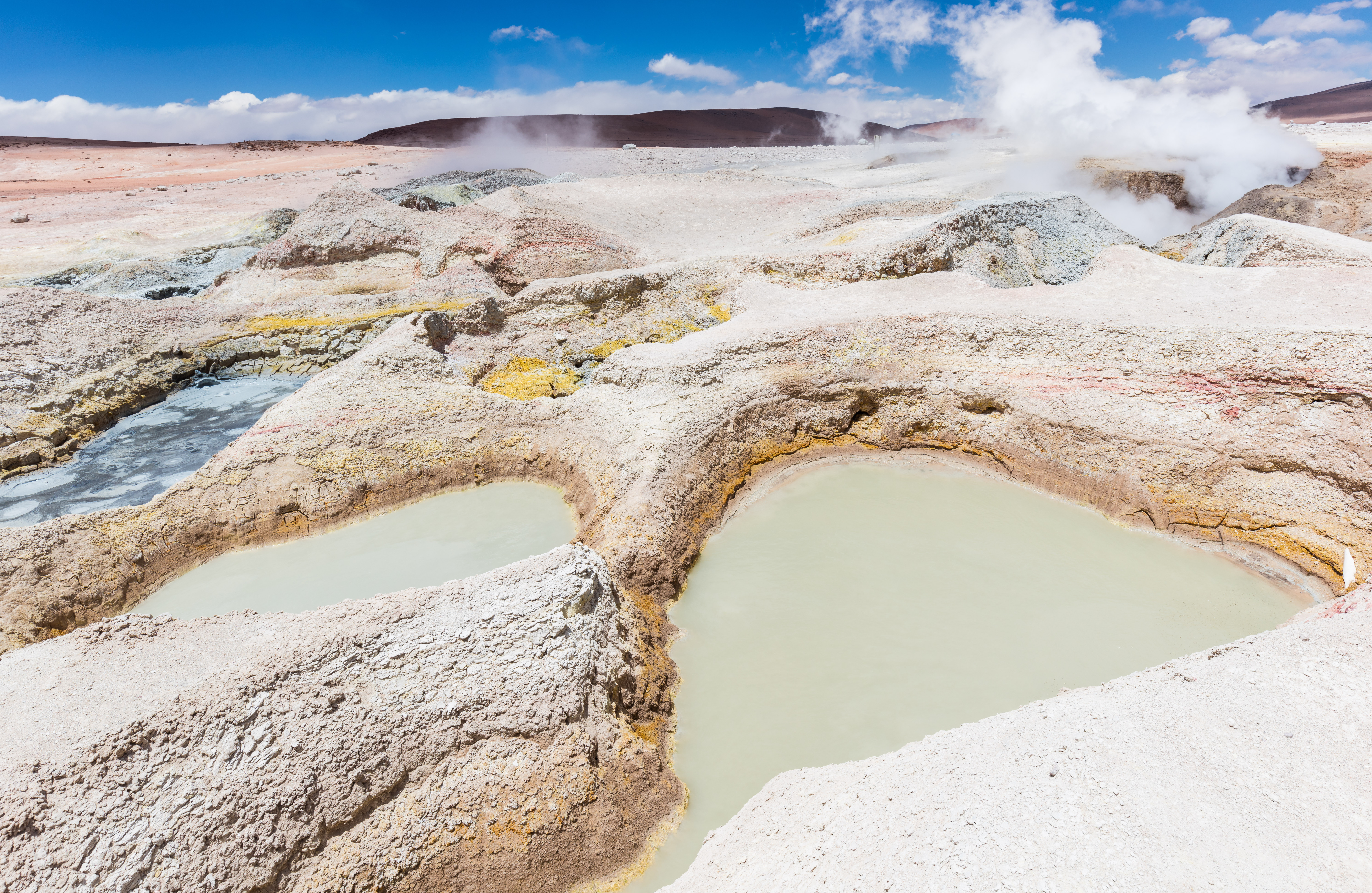